# 안당
안당(安瑭, 1461년 ~ 1521년)은 조선 전기의 문신으로 자는 언보(彦寶), 호는 영모당(永慕堂), 시호는 정민(貞愍), 본관은 순흥이다. 안향의 후손이며, 조광조를 비롯한 사림을 등용했으며, 정치적 후견인이기도 했다. 안지귀의 당조카이다.
문성공 안향의 8대손으로, 안돈후의 아들이다. 1480년 성균시에 합격하고 1481년 친시문과에 병과로 급제하여 사관이 되고 1499년 사성이 되어 《성종실록》 편찬에 참여했다. 이후 대사간을 지냈다.
1506년 중종반정 후 정국원종공신 2등에 녹훈되었다. 1507년 이과의 옥사를 다스려 정난공신 3등에 책록되고 호조판서, 병조판서, 공조판서, 이조판서를 거쳐 1518년 우의정이 되고 1519년 좌의정에 올랐다.
그러나 기묘사화로 투옥된 조광조와 그의 신진 세력들을 구하려다가 파직당했고 1521년 신사무옥에 연루되어 아들과 함께 사약을 받고 사형당했다. 후에 선조 즉위 후에 사면 복권되고, 정민의 시호가 내려졌다.

## 송익필, 송한필과의 관계
송익필, 송한필은 그의 진외종손이 된다. 아버지 안돈후는 비첩에게서 서녀 감정을 낳고, 감정은 황해도의 갑사 송린에게 출가했다. 송린의 아들이자 송익필, 송한필의 아버지가 송사련으로 송사련은 외숙부인 안당과 그의 아들들이 조광조와 함께 역모를 꾀했다고 고변했고, 그 공로로 당상관으로 승진하여 첨지중추부사가 되었다. 후에 살아남은 안당의 증손부가 선조 때에 송익필, 송한필 일가의 처벌 및 환천을 주장하여 논란이 되었다.

## 가족 관계
- 할아버지 : 안경(安璟)
- 아버지 : 안돈후(安敦厚)
- 장남 : 안처겸(安處謙)
- 차남 : 안처함(安處諴)
- 삼남 : 안처근(安處謹)

## 같이 보기
| - 안향 - 안구 - 김보지 - 김담 - 남곤 - 송익필 - 송한필 - 정광필 - 조광조 - 안지귀 | - 신사무옥 - 기묘사화 |